# Publio Silio
Publio Silio fue un senador romano activo durante el reinado del emperador Augusto. Fue cónsul suficiente en el año 3 d. C., en sustitución de Lucio Elio Lamia; su colega fue Lucio Volusio Saturnino. 
Silio era el hijo mayor de Publio Silio Nerva.  Fue miembro de los tresviri monetalis, la más prestigiosa de las cuatro juntas que forman el vigintiviri; Aelius Lamia era uno de los otros dos miembros de esta junta al mismo tiempo que Silio. Debido a que la asignación a esta junta generalmente se asignaba a los patricios, Ronald Syme ve esto como evidencia de que Silio era miembro de esa clase.  También se sabe que Silio fue legatus legionis o comandante militar de varias legiones que operaban en los territorios romanos de Macedonia y Tracia, inmediatamente antes de ser cónsul. 
Syme señala que después de su mandato como cónsul, Publius Silius desaparece de la historia. 